# Superbike-VM 1996
Superbike-VM 1996 kördes över 12 omgångar och 24 heat. Troy Corser tog sin första av två titlar. Han körde för Ducati och vann före Aaron Slight. Carl Fogarty hade lämnat Ducati för Honda, men blev inte bättre än fyra i VM, och återvände till sitt gamla team efter säsongen.

## Delsegrare
| Bana           | Vinnare             | Märke    | Vinnare        | Märke    |
| -------------- | ------------------- | -------- | -------------- | -------- |
| Misano         | John Kocinski       | Ducati   | John Kocinski  | Ducati   |
| Donington Park | Troy Corser         | Ducati   | Troy Corser    | Ducati   |
| Hockenheim     | Aaron Slight        | Honda    | Carl Fogarty   | Honda    |
| Monza          | Pierfrancesco Chili | Ducati   | Carl Fogarty   | Honda    |
| Brno           | Troy Corser         | Ducati   | Troy Corser    | Ducati   |
| Laguna Seca    | John Kocinski       | Ducati   | Anthony Gobert | Kawasaki |
| Brands Hatch   | Pierfrancesco Chili | Ducati   | Troy Corser    | Ducati   |
| Sentul         | John Kocinski       | Ducati   | John Kocinski  | Ducati   |
| Sugo           | Yuichi Takeda       | Honda    | Takuma Aoki    | Honda    |
| Assen          | Carl Fogarty        | Honda    | Carl Fogarty   | Honda    |
| Albacete       | Troy Corser         | Ducati   | Troy Corser    | Ducati   |
| Phillip Island | Anthony Gobert      | Kawasaki | Anthony Gobert | Kawasaki |

## Slutställning
| Plats | Förare              | Märke    | Poäng | Segrar |
| ----- | ------------------- | -------- | ----- | ------ |
| 1     | Troy Corser         | Ducati   | 369   | 7      |
| 2     | Aaron Slight        | Honda    | 347   | 1      |
| 3     | John Kocinski       | Ducati   | 337   | 5      |
| 4     | Carl Fogarty        | Honda    | 331   | 4      |
| 5     | Colin Edwards       | Yamaha   | 248   | 0      |
| 6     | Pierfrancesco Chili | Ducati   | 223   | 2      |
| 7     | Simon Crafar        | Kawasaki | 180   | 0      |
| 8     | Anthony Gobert      | Kawasaki | 167   | 3      |
| 9     | Wataru Yoshikawa    | Yamaha   | 163   | 0      |
| 10    | Neil Hodgson        | Ducati   | 122   | 0      |